# Chaque bâtard est un roi
Pour plus de détails, voir Fiche technique et Distribution.
Chaque bâtard est un roi (hébreu : כל ממזר מלך, Kol Mamzer Melech) est un film dramatique de guerre israélien réalisé par Uri Zohar et sorti en 1968.

## Synopsis
Le film commence avec l'embarquement dans l'avion du cercueil du journaliste américain Roy Hemmings (William Berger). Dans l'avion, sa femme Eileen (Pier Angeli) écoute les enregistrements de Roy. Dans ces enregistrements, Roy décrit et couvre le développement de la guerre des Six Jours et son interprétation de la situation, dans le cadre de son travail journalistique. Sur fond de ses enregistrements Roy, le film présente le séjour de Roy et Eileen en Israël. Le couple était accompagné d'un fonctionnaire du ministère des Affaires étrangères (Uri Levy) et de Yoram ( Yhoram Gaon ) qui fait office de chauffeur privé. Grâce à Yoram, Roy découvre l'histoire de son ami Rafi (Oded Kotler), restaurateur et militant pacifiste, dont l'objectif principal est de rencontrer le président Gamal Abdel Nasser et de discuter avec lui afin d'empêcher une guerre entre les Egyptiens et les Israéliens.
Contrairement à lui, Yoram cache derrière lui une carrière militaire chez les parachutistes, et dans l'un des flashbacks du film, on le voit pousser des parachutistes hors d'un avion. Finalement, la guerre des Six Jours éclate et Yoram reçoit un ordre de conscription. Rafi, quant à lui, décide d'engager des pourparlers de paix en Égypte avec les pays arabes, dans le but de mettre fin à la guerre le plus rapidement possible. La guerre se termine lorsque les Israéliens prennent le dessus et que Yoram, qui a combattu sur le champ de bataille et a même sauvé un soldat blessé, retourne à sa vie normale de chauffeur. De son côté, Rafi a décidé au début de la guerre de retourner en Israël et d'essayer de s'enrôler et même de se porter volontaire dans les kibboutz, mais il n'a pu réaliser aucune de ses idées. Il appelle Roy pour lui dire cela, et Roy lui dit en réponse que la guerre est terminée et qu'il l'a réellement ratée.
Le film se termine avec Roy entrant dans un champ de mines, où il marche accidentellement sur une mine et meurt.
Le personnage de Rafi a été inspiré de l'histoire d'Abie Nathan.

## Fiche technique
- Titre français : Chaque bâtard est un roi[2]
- Titre hébreu : כל ממזר מלך, Kol Mamzer Melech[3]
- Réalisation : Uri Zohar
- Scénario : Eli Tavor (he), Uri Zohar
- Photographie : David Gurfinkel (he)
- Montage : Anna Gurit
- Musique : Michel Colombier
- Décors : Ze'ev Lichter
- Production : Avraham Deshe, Chaim Topol
- Sociétés de production : Noah Film
- Pays de production :  Israël
- Langues originales : hébreu
- Format : couleurs - 35 mm
- Durée : 100 minutes
- Genre : Drame de guerre
- Date de sortie :
  - Israël : 17 juillet 1968

## Distribution
- Yehoram Gaon : Yoram
- Pier Angeli : Eileen
- Oded Kotler : Raphi Cohen
- William Berger : Roy Hemmings
- Ori Levy (he) : fonctionnaire du ministère des Affaires étrangères
- Aviva Paz : la danseuse en discothèque
- Reuven Morgan : le photographe
- Ariela Shavid : Anat
- Mike Brant

## Accueil
Le film a fait 742 000 entrées dans le pays.
Le film a été sélectionné en tant que soumission israélienne pour l'Oscar du meilleur film en langue étrangère lors de la 41e cérémonie des Oscars, mais n'a pas été accepté en tant que candidat.